# EVE (editor)
EVE (Extensible Versatile Editor) je textový editor pro operační systém OpenVMS dodávaný od roku 1986 jako náhrada (emulátor) editoru EDT, který byl dostupný ve starších operačních systémech RSX-11, RTS/E a RT-11 na počítači PDP-11 a ve všech verzích operačního systému VMS. Funguje v řádkovém i celoobrazovkovém režimu. EVE je jedním z editorů, které využívají DEC Text Processing Utility (TPU). Obvykle se vyvolává příkazem EDIT, za kterým lze uvést jméno editovaného souboru.
Pro editor Emacs existuje kvalitní emulace editoru EVE (jako add-on).

## Ovládání editoru
Editor byl určen pro ovládání na terminálu VT100, což způsobuje, že jeho ovládání neodpovídá zvyklostem z osobních počítačů.
| klávesa           | význam |
| ----------------- | --- |
| ukončení editoru  | |
| F10               | exit; uloží soubor a ukončí editor                                                                                     |
| Ctrl-Z            | exit; uloží soubor a ukončí editor                                                                                     |
| Ctrl-Y            | ukončí editor bez uložení souboru                                                                                      |
| příkazový řádek   | |
| - (num.)          | recall; vyvolá prázdný příkazový řádek; Help vypíše vypíše seznam příkazů                                              |
| Ctrl-B            | recall; vyvolá příkazový řádek s předchozím příkazem; Help vypíše seznam příkazů                                       |
| mazání            | |
| Backspace         | smaže znak vlevo od kursoru                                                                                            |
| Ctrl-U            | erase start of line; smaže vše vlevo od kursoru do začátku řádku                                                       |
| Ctrl-X            | smaže vše vlevo od kursoru do začátku řádku                                                                            |
| Ctrl-J            | erase word; smaže slovo, na kterém stojí kursor                                                                        |
| 7 (num.)          | Select; zahájí výběr textu                                                                                             |
| 8 (num.)          | Remove; odstraní text od místa, kde bylo použito Select                                                                |
| 9 (num.)          | Insert here; vloží odstraněný text na místo kurzoru                                                                    |
| End               | Select; zahájí výběr textu                                                                                             |
| Delete            | Remove; odstraní text od místa, kde bylo použito Select                                                                |
| Insert            | Insert here; vloží odstraněný text na místo kurzoru                                                                    |
| změna režimů      | |
| F11               | change direction; změna směru pohybu pro F12 a hledání (vpravo ve stavovém řádku se zobrazuje Forward nebo Reverse)    |
| * (num.)          | change direction; změna směru pohybu pro F12 a hledání (vpravo ve stavovém řádku se zobrazuje Forward nebo Reverse)    |
| Ctrl-A            | change mode; přepíná mezi režimem vkládání znaků a přepisování (ve stavovém řádku se zobrazuje Insert nebo Overstrike) |
| pohyb v textu     | |
| ←                 | kursor vlevo |
| →                 | kursor vpravo |
| ↑                 | kursor nahoru |
| ↓                 | kursor dolů |
| 1 (num.)          | kursor vlevo |
| 3 (num.)          | kursor vpravo |
| 5 (num.)          | kursor nahoru |
| 2 (num.)          | kursor dolů |
| Ctrl-E            | end of line; skok na konec řádku                                                                                       |
| Ctrl-H            | start of line; skok na začátek řádku                                                                                   |
| F12               | skáče po koncích řádků; stisknutí F11 mění směr - skáče po začátcích řádků                                             |
| vkládání          | |
| Ctrl-V            | vložení řídicího znaku                                                                                                 |
| Ctrl-I            | tab; tabelátor |
| Ctrl-L            | insert page break; vloží znak FF (nová stránka) na samostatném řádku                                                   |
| Ctrl-M            | return; vloží konec řádku                                                                                              |
| další příkazy     | |
| Ctrl-S            | pozastaví výstup na obrazovku                                                                                          |
| Ctrl-Q            | obnoví výstup na obrazovku (opak Ctrl-S)                                                                               |
| Ctrl-T            | do stavového řádku vypíše jméno stroje::jméno uživatele 09:15:19 TPU CPU=00:00:00.67 PF=2524 IO=7447 MEM=628           |
| Ctrl-W            | refresh; znovu vykreslí obrazovku                                                                                      |
| Ctrl-R            | remember; |
| NumLock           | vyvolá příkaz Find - v příkazovém řádku lze zadat hledaný řetězec; směr hledání závisí na nastavení klávesou F11       |
| vyvolání nápovědy | |
| / (num.)          | vypíše nápovědu ke klávesám na numerické klávesnici                                                                    |
| Help              | zadáním slova Help v příkazovém řádku vypíše nápovědu k příkazům editoru                                               |

## Definování funkcí kláves

### Interaktivní definování funkcí kláves
Přiřazení funkce určité klávese nebo klávesové kombinaci se provede následujícím postupem:
1. Vyvolat příkazovou řádku editoru EVE (klávesou - na numerické klávesnici nebo Ctrl-B Ctrl-U)
2. Zadat příkaz Define Key - jako na většině míst v OpenVMS není nutné dodržovat velikost písmen a lze používat zkratky, takže stačí zadat de k
3. Na nápovědu EVE command: napsat jméno příkazu
4. Na nápovědu Press the key you want to define: stisknout klávesu nebo klávesovou kombinaci, která má zadanou akci vyvolávat

### Definice kláves v souboru
Editor EVE při svém startu interpretuje soubor EVE$INIT.EVE v domovském adresáři uživatele. Po vytvoření SYS$LOGIN:EVE$INIT.EVE s následujícím obsahem:
```
DEFINE KEY= Ctrl/F   Find
DEFINE KEY= F3       Find Next
DEFINE KEY= F1       Help
DEFINE KEY= F2       Do

```

bude klávesa Ctrl-F vyvolávat funkci hledání řetězce, F3 opakování hledání, F1 vypíše seznam příkazů a F2 vyvolá příkazový řádek editoru.